# Zeger Willem Sneller
Zeger Willem Sneller (Winsum, 11 december 1882 - Amsterdam 10 november 1950) was een Nederlands historicus en hoogleraar economische geschiedenis aan de Handels-Hoogeschool te Rotterdam, tegenwoordig de Erasmus Universiteit Rotterdam, waar hij tot driemaal toe een studiejaar optrad als rector magnificus.

## Levensloop
Sneller, zoon van Egbert Sneller en Geertruida van Cuijlenburgh, werd geboren Winsum waar zijn vader werkte als onderwijzer. Toen hij in 1887 overleed, verhuisde de familie naar Utrecht. Na de lagere school werd Sneller opgeleid tot onderwijzer aan de christelijke normaalschool, waar hij zijn hulpakte behaalde.
Sneller begon als onderwijzer in Rijnsburg, en studeerde verder. In 1904 behaalde hij zijn hoofdakte in Leiden, en in 1907 het staatsexamen. Hij begon toen de studie in Nederlandse letteren aan de Universiteit van Utrecht, waar hij in 1910 zijn kandidaats behaalde. Na twee jaar als leraar aan de Christelijke kweekschool in Middelburg, behaalde hij in 1914 zijn doctoraal, en werd leraarschap aan de Christelijke HBS in Den Haag. In 1916 promoveerde hij cum laude aan de Universiteit van Utrecht bij Gerhard Wilhelm Kernkamp op het proefschrift Walcheren in de vijftiende eeuw.
Na zijn promotie werd hij op voorspraak van Kernkamp in 1919 onderdirecteur van het Bureau voor 's Rijks Geschiedkundige Publicatiën, het latere Instituut voor Nederlandse Geschiedenis, onder Nicolas Japikse. Aan de Handels-Hoogeschool te Rotterdam werd hij in 1922 benoemd tot hoogleraar in de economische geschiedenis. In de opvolgende jaren bekleedde hij tot driemaal toe het rectoraat van de hogeschool. In 1936 volgde een aanstelling tot hoogleraar aan de Universiteit van Leiden, waar hij nog enige jaren diende. In 1938 werd hij tijdens de viering van het 25-jarig bestaan van de Nederlandsche Handelhoogeschool benoemd tot ridder in de Orde van de Nederlandsche Leeuw (Het vaderland, 9-11-1938).
Na de oorlog droeg Snellers bij aan Rijksinstituut voor Oorlogsdocumentatie door zitting te nemen in het directorium. In 1946 werd hij gekozen tot lid van de Koninklijke Nederlandse Akademie van Wetenschappen.

### Personalia
Op 28 april 1910 trouwde Sneller met Cornelia van Latesteijn, en ze kregen samen twee zoons en vier dochters.

## Werk
Volgens Van der Hoeven ontwikkelde Sneller zich in de jaren voor de Tweede Wereldoorlog "tot een geleerde van naam, en verrichtte hij baanbrekend werk door zijn exploratie van de geschiedenis der Rotterdamse bedrijvigheid. Met N.W. Posthumus was zijn werkzaamheid een voorname factor in de heroriëntering van de economische geschiedenis, waarin naast de handelsbetrekkingen ook de bestudering van de nijverheid een belangrijke plaats verkreeg."

## Publicaties
- Z.W. Sneller. Walcheren in de vijftiende eeuw, Proefschrift Utrecht. Utrecht : Oosthoek.
- Z.W. Sneller. Economische en sociale denkbeelden in Nederland in den aanvang der negentiende eeuw (1814-1830). Inaugurale rede Nederlandsche Handelshoogeschool Rotterdam, 5 april 1922. Haarlem : Tjeenk Willink
- Z.W. Sneller. De ontwikkeling der Nederlandsche export-industrie. Rede ter herdenking van de stichting der Nederlandsche Handels-Hoogeschool op 9 november 1925. Haarlem : Tjeenk Willink.
- Z.W. Sneller. De economische geschiedenis in hare betrekking tot economie en geschiedenis. Inaugurele rede Leiden 1939. Amsterdam : H.J. Paris.
- Z.W. Sneller. Rotterdams bedrijfsleven in het verleden, Amsterdam : H.J. Paris.
- Z.W. Sneller. 1914-1939 : vijf en twintig jaren wereldgeschiedenis, Wageningen : Zomer en Keuning.
- Z.W. Sneller (red.). Geschiedenis van den Nederlandschen landbouw 1795-1940. Groningen : Wolters.
- Z.W. Sneller. Geschiedenis van den steenkolenhandel van Rotterdam, Groningen : Wolters.